# Novopsocus magnus
Espèce
Novopsocus magnus est une espèce de Psocoptère qui vit en Nouvelle-Guinée. Il avait été confondu avec l'espèce type du genre, mais l'obtention de nouveaux spécimens a permis d'établir son identité propre .